# Ceresium tibiale
Ceresium tibiale là một loài bọ cánh cứng trong họ Cerambycidae.